# Dan Gillerman

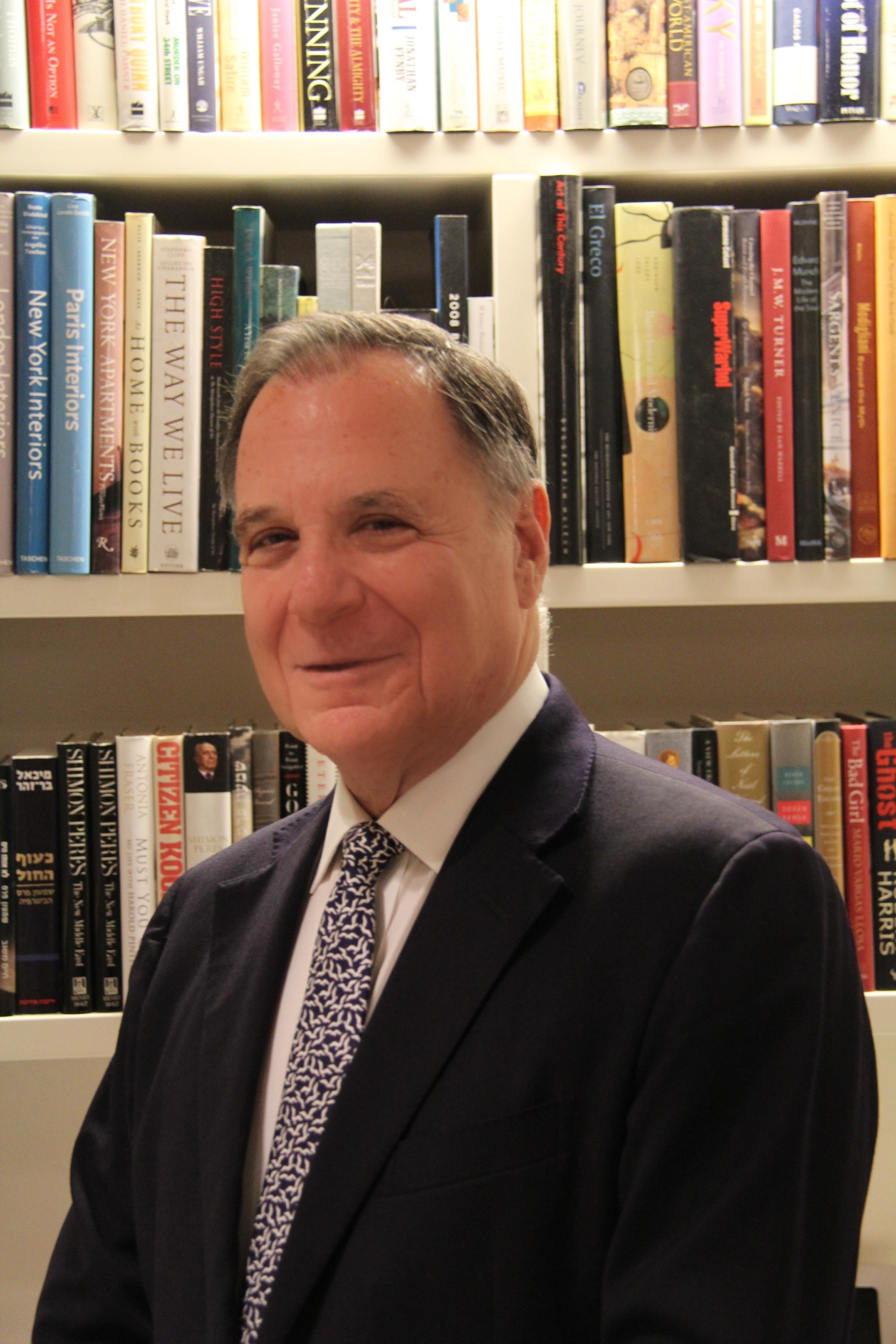

Dan Gillerman, född 1944 i brittiska mandatet Palestina, är en israelisk ekonom, som var Israels 13:e ständige representant i FN.

## Biografi
Gillerman utbildades vid Tel Aviv University och Hebrew University of Jerusalem. Han arbetade som VD för flera israeliska företag, var ordförande för Federation of the Israel i Chambers of Commerce, styrelseledamot i First International Bank of Israel och chef för Bank Leumi och Bank of Israel. Han var också verksam inom premiärministerns nationella ekonomiska och sociala råd, och inom presidentens kommitté för koordinerande rådet för Israels ekonomiska organisationer. Han hade vidare uppdrag som ordförande i Israel-Brittish Business Council, och som ledamot i styrelsen för den internationella handelskammaren i World Business Organization.
Gillerman har spelat en framträdande roll med att hjälpa till att styra Israel mot ekonomisk liberalisering och en fri marknadsekonomi. Han är aktivt engagerad i de ekonomiska aspekterna av fredsprocessen och har engagerat palestinska och andra arabiska ledare i försök att främja det ekonomiska samarbetet inom regionen.
Från 2003 till 2008 var Gillerman Israels ständiga representant i FN. Den 14 juni 2005 valdes han till posten som vice ordförande för FN:s 60:e generalförsamling. Den förra israelen att ha denna position var FN-sändebudet Abba Eban 1952. Israel kandidatur lades fram av FN:s grupp för Västeuropa och övriga länder (WEOG). I denna position spelade Gillerman en central roll under de första förhandlingsstegen i Israel-Libanon-konflikten 2006.